# めがみめぐり
『めがみめぐり』は、カプコンより2016年12月8日にニンテンドーeショップにてダウンロード配信されたニンテンドー3DS用ゲームソフト。コレクターズ・パッケージも同時に発売された。配信は日本国内のみ。

## 概要
交通系ICカードに宿ったツクモガミ"ツクモ"が日本全国を巡り、現代風にアレンジされた日本神話の神々と共に"めがみ"になるための試験を重ねて一人前の"めがみ"を目指す様子を描いたゲーム。本作のフィールドはすごろくになっており、すごろくのマス目の位置は日本全国の実在の駅が基になっている。
行く先々でステータスを上げつつ、先輩めがみたちからの試験「神格試験」を合格することでストーリーが進行してゆく。
ニンテンドーeショップから無料でダウンロードできるが、様々なグッズが詰め合わされた「コレクターズ・パッケージ」「コンプリート・エディション」が同時発売している。
2020年9月30日9時59分をもって配信およびオンラインサービスを終了した。本編は通常通り遊ぶことができるが、追加データの購入やチェックインができなくなる。

## イントロダクション
電車に乗っていた“ヌシ（プレイヤー）”は、深い眠りの中で何者かの声を聞き、目覚めると雲の上にいた。
そこに現れたのは大めがみ、アマテラスオオミカミ。
彼女の話によると、“ヌシ”が愛用している交通系ICカードから生まれたツクモガミには、「誰かを明るく照らせる『お日様みたいな』立派な神さまになりたい」という願いがあるという。
この願いに、お日様(太陽神)として興味を持ったアマテラスは、ツクモガミを一人前の『めがみ』に育てるよう、“ヌシ”に神託を授ける。
とはいえ、まだ生まれて間もないツクモガミの姿は人からは程遠かったが、“ヌシ”の名前を知ることで15cmほどの少女の姿を得る。
そして、ヌシと自分の名前以外は人間の言葉も殆ど話せなかったが、これはアマテラスから借りた勾玉で会話する力を得ることが出来た。
その後、アマテラスから、一人前のめがみになるには、“ヌシ“と会話してめがみに必要な素質を養い、めがみの個性・才能である《神格》を伸ばす必要があると説明を受け、ようやく地上(電車の中)に戻ってくる。
かくして、“ヌシ”とツクモガミの、全国各地の先輩めがみとの出会いと試練を経て「一人前のめがみを目指す」旅が始まったのだった。

## ゲームシステム
まず最初に天界で名前の登録等を行い、最初の神格試験を受けることで（いわゆるチュートリアル）、ゲームがスタートする。名前はプレイヤー、ツクモともカタカナしか登録できない。ゲーム内通貨には「おさい銭」と課金でしか手に入らない「宝玉」、イベント専用の「神通銭」がある。すごろくのサイコロは制限なく振れるが、一気に遠くへ行きたい場合は「おさい銭（一千枚で各都道府県のメイン駅）」か「宝玉（１個で直接駅を指定）」を使うことでワープが可能。「おさい銭」50枚を消費するとサイコロの目を指定できるため、イベントに参加するには重要。
ツクモの能力を強化できる神衣（しんい）の入手方法は「つづら」「高級つづら」「ごほうびつづら」の三種類で、どれも9つのつづらの中から選択する。つづらの中身は事前に確認できるが、どれを入手できるかは完全にランダムである。
「つづら」はすごろくマスに置かれており、1回無料でアクセサリーを入手できる。「高級つづら」はおさい銭（一万枚）か宝玉を支払うことで服を入手できる。「ごほうびつづら」はもののけ討伐イベントで出現する特殊なもののけを倒した時、一定確率で（最も強い、金のもののけがしらは必ず）落とす。アクセサリーに混じってイベント限定の服が入っており、つづら同様、1回は無料。どのつづらも、追加で宝玉を支払えばより多くの神衣を入手できる。
"ツクモ"には5種のステータス「こんじょう」「つよさ」「かしこさ」「やさしさ」「うつくしさ」があり、さくらグラフ（桜の花弁を模したグラフ）で表示される。ステータスはミニゲーム・会話・おしごと(クエスト)・料理・神衣（着替え）によって上昇する。シンボルが置かれている駅では、そのシンボルに合ったイベントが発生する一方、シンボルのない駅では"ツクモ"との会話が発生する（駅名のない小さなコマでは発生しない）。
"ツクモ"と会話するイベントでは、プレイヤーがツクモに様々な言葉を教えることができ、ツクモはプレイヤーの教えた言葉を使った会話をする。ツクモの音声は伊藤彩沙の声をもとに合成されたものであり、プレイヤーは「めがみスピークエンジン」というシステムを用いてツクモの覚える言葉のイントネーションを変更することができる。この「めがみスピークエンジン」には東芝デジタルソリューションズの「RECAIUS ToSpeak」が利用されている。
たとえば、「いちご」という単語の場合、プレイヤーは「い」「ち」「ご」のいずれかを強調するように発音させることができる。また、プレイヤーはツクモに教えさせる言葉の読み仮名を設定することができ、この場合もイントネーションを設定することが可能である。
また、実際の交通系ICカードを3DSに読み取らせ、駅の利用履歴や決済履歴を基にした会話をしたり、利用先のご当地限定神衣や食材を入手することも可能で、更に開催期間内に特定の駅や施設を訪れれば限定アイテムが入手できるタイアップキャンペーンも実施された。この連動機能は2018年9月30日を最後にサービスを終了した。
ミニゲームには直接ステータスが上がる3種類のゲームと、もののけを退治することによって報酬が貰えるゲームがある。

### 料理
ツクモに料理を食べさせることができる。料理は食材マスで手に入る食材を使って調理する。全体的に多くの食材を必要とする料理ほど能力が上がりやすい。「ご当地料理」は食材一つで調理可能なうえ、二つの能力を同時に上げることができる。

### ミニゲーム
- 時は点なりハイあんどロー:ツクモが覚えた言葉を使い、1～3枚の札に書かれた文字の互いの合計数（上・下・同一）を当てる。クリアすれば「かしこさ」「やさしさ」がアップする。
- カルタとり:ツクモが覚えた言葉が4～8枚のカルタの札として出題され、どちらが先に多くの札を取れるかを競う。クリアすれば「つよさ」「うつくしさ」がアップする。難易度が上がると取り札が増え、ツクモに札を取られるまでの時間も短くなる。
- かえるさんがころんだ:ツクモが覚えた言葉を喋っている間にオモチャのカエルを進め（ツクモが振り返った時に停止しないとペナルティ）、ツクモにタッチすればゴール。クリアすれば「こんじょう」がアップする（上昇幅は「草」を除き他の二つのミニゲームの2倍）。難易度が上がると鉛筆が邪魔をするほか、ツクモの言葉読み上げも速くなる。

難易度は「らくらく」「そこそこ」「きつきつ」の順で上がっていき、ツクモの成長にあわせて高い難易度が出やすくなる。
リザルトは最高の「松」から「竹」「梅」「草」と四種類あり、高い評価ほど能力がたくさん上昇する。ただし、最低の「草」では+1で固定。

### もののけ
駅の中には「もののけ」という敵キャラクターがいることもある。もののけのいる駅に止まると戦いになり、もののけを倒すと報酬（おさい銭と食材）が手に入る。もののけにはじゃんけん属性があり（鞠＝グー、鋏＝チョキ、団扇＝パー）、神衣の効果や属性で有利不利が変わる。負けても宝玉を使えばさらに攻撃できる。また、期間限定イベントではイベント限定の強敵「もののけがしら」が現れる。戦闘では言葉を使った問題が出題され、クリアするとツクモがもののけに攻撃する。もののけの体力をなくせば勝利。強さは普通のもののけは数字が大きいほど強く、もののけがしらは鬼>松>竹>梅の順に強い。

#### もののけ退治での問題
全て制限時間は30秒。
- たてよこコトバサーチ : 5×8のマスの中に隠れている3つの言葉を探す。文字数と「タテorヨコに隠れています」というヒントがある。3つとも見つければクリア。神格試験では応援として答えは1つ、制限時間5秒、マス目4×5の簡易版が出題される。
- ほんものタッチ : 正しいつづりの言葉を選ぶ4択問題。文字数が多い言葉は3択になる。30秒以内に3問正解でクリア。
- ことだまターゲット : 文字の書かれた玉を撃ち落とし、言葉を作る。一文字につき1ポイントで、Xの玉を撃つと減点。時間内に10ポイント獲得でクリア。言葉を完成させると3ポイント加点。

### 神格試験
神格試験は「お供え物マスに止まる」と「金色絵馬のおしごと3回」をこなした後に「めがみのいるマス」に止まると受験可能。試験では5種のステータスがそれぞれ評価され(その際に応援で合計8回まで補佐が可能)、全分野合計で250点（21段以上は300点）を越えれば合格。
また、神格試験の中には特定の能力が150点満点で評価される「傾斜配点」があるものもある。傾斜配点がある場合、事前にその能力のステータスを高めると有利になる。

#### 神格試験の内容
- こんじょう:滝行を行う。
- つよさ:飛んでくるタライをかわすか、扇子で叩き落とす。
- かしこさ:次々と出される計算問題を解く。
- やさしさ:周りの桜を咲かせる。
- うつくしさ:日本舞踊を行う。

#### 応援
1回の試験で8回までツクモを応援できる。問題は下画面のフスマを開けてから5秒以内に5×4のマスの中に隠れているツクモに教えた言葉を探し出す、もののけ退治の「たてよこコトバサーチ」の簡易版。答えは「みつけるコトバ」として表示されている。「カレーライス」のような6文字以上の長い言葉は出てこない。

### めがみ詣
大型アップデートで登場した新モード。10段以上で解禁され、おさい銭や宝玉を投資して報酬を手に入れることができる。条件を満たすとなかなか駅に止まれなかった時に食材がもらえたり、後述のスペシャルアクセを入手できる。限界まで投資するとタイトルコールが投資したキャラクターになることもある。

### イベント
インターネットに接続してチェックインすることによって一日一回おさい銭（300枚）が手に入る他、様々なイベントに参加可能。イベントでは季節に合わせた神衣が高級つづらの中に一定期間入ったり、期間限定の試練（特定地域に大量発生する特殊なもののけを退治するなど）に挑むことができる。
2017年2月10日に大型アップデートで機能が追加
された。

## 登場人物

### 主要人物
ツクモ（好きな名前に設定可能）
声：伊藤彩沙
本作の主人公。プレイヤーのICカードから生まれたツクモガミで、一人前のめがみになることを目指している。
無邪気で天真爛漫。礼儀正しく、プレイヤーを「ヌシ様」と呼び（途中の会話イベントで呼び方の変更可能）、常に敬語で話す。しかし世間知らずからくる失言で、たびたびアマテラスを怒らせたりもする。
手のひらサイズだが意外にも食いしん坊で、行き先の名物料理を楽しみにしたり、トヨタマが作る御馳走に喜んだりする一面もある。
パッケージに出ている勾玉をつけた姿は「一段の姿」で、そこからどんどん成長し、着せ替えや髪型の変更も可能になる。また、条件を満たすと先輩めがみの神衣（スペシャル神衣）を着ることが出来るようになる。そして、50段に達するとひとまずエンディングを迎えるが、旅そのものは続けられる。段位の上限は80段。
ヌシ（プレイヤー）
ツクモが宿った交通系ICカードの持ち主。アマテラスからは「ヌシ殿」と呼ばれる。
普通の人間だったが、ある日謎の睡魔に襲われ、目覚めたら天界にいた。それをきっかけに、いままで見えなかった「めがみ」が見えるようになってしまった。
アマテラスからの神託に拒否権も与えられないまま、ツクモを一人前のめがみにするため、旅を共にすることになる。
料理の腕は人一倍で、フグ調理師の免許も持っているという設定。
アマテラスオオミカミ
声：尾崎由香
神衣獲得条件:50段&エンディング
「導き」の神格を持ち、ツクモたちを導くめがみの中の大めがみ。マスコット風にデフォルメされた化身の姿で旅に同行する。
一人称は「ワシ」。「〜じゃ」が口癖で、強気な性格だが、面倒見がよいため、他のめがみ達からは一定の信頼を得ている。
背が低いのが悩みで、「2厘も背が伸びた」などとわざと強調して言ったりする。そのため、オリヒメからは「2厘って1mm以下じゃないか？その程度では自慢できるようなものではない」と突っ込まれている。
それを悪用されて度々イシコにハンマーで殴られ「たん瘤の分だけ背が高くなったじゃないか」と言われて怒ってしまったことも。
また、有名なアマノイワトに隠れた経緯は「ニンゲンの世界の書物では随分と美化されている」らしく、真相を知るウズメやイシコから度々ネタにされている。
スペシャルアクセは、朝日を模した飾り。

### 七柱のめがみ
神格試験に協力する先輩めがみ。それぞれが神格（才能・得意分野）をもつ。条件を満たすとツクモにスペシャル神衣を授ける。（）内は愛称。
アメノウズメ（ウズメ）
声：佐々木未来
神衣獲得条件:10段
「芸事」のめがみ。伝統を重んじ、舞が得意。常に落ち着いた雰囲気を漂わせる大人の女性だが、舞に夢中になってハメを外してしまうことも。七柱のめがみのまとめ役で、アマテラスも困った時にはウズメに相談することがある。スペシャルアクセは愛用の扇。
ソトオリヒメ（オリヒメ）
声：大塚紗英
神衣獲得条件:15段
「歌」のめがみ。「ロック川柳」など、現代に通じる歌を追求しているシンガー兼ギタリスト。そのため、似た神格を持つが古風なウズメとは仲が悪い訳ではないが反りが合わない。スペシャルアクセはエレキギター。
ククリヒメ（ククリ）
声：今村彩夏
神衣獲得条件:35段
「結び」のめがみ。アーとウーという二匹の狛犬を従えており、スペシャルアクセは彼らを模した風船。極度に物忘れが激しく、重要な縁（結び）をうっかり切ってしまったり、アマテラスの名前を会うたびに間違えるほどだが、｢天然｣と言われることを嫌う。
コノハナサクヤヒメ（コノハ）
声：鈴木愛奈
神衣獲得条件:25段
「花」のめがみ。アイドル活動で信仰を集めようとしているが、元気で愛らしい立ち居振る舞いはアイドルとしての演技であり本来は好き嫌いがはっきりした性格で、興味のない事は一切やろうとせず、機嫌を損ねれば人を脅すようなことも平気で言う。ククリ編ではククリの天然を直すという名目のもとで嫌々ながらもツクモ達に協力させられる。
スペシャルアクセはぬいぐるみ。
トヨタマヒメ（トヨタマ）
声：上田麗奈
神衣獲得条件:20段
「料理」のめがみ。見た目は保守的だが和食には拘っておらず、西洋料理も絶品級の腕前。最近はトルコ料理に関心を持つなど、未知の料理の探求には積極的だが、人見知りが激しくプレッシャーに弱いため、めがみとしてはまだ発展途上とされる。16段から「習うより慣れろ」ということでツクモの旅に同行させられ、17段ではククリ共々自己嫌悪に陥りかけるが、ストイックなツクモを見て立ち直る。スペシャルアクセは玉杓子型。
イシコリドメ（イシコ）
声：大亀あすか
神衣獲得条件:30段
「ものづくり」のめがみ。江戸っ子気質で大雑把なようでも、物事の本質はきちんと見抜くので、いざという時には頼れる姉御肌である。ウズメ同様、七柱のめがみ達のリーダー的存在。スペシャルアクセでもある大きな木槌を持っており、作るよりも壊すほうが得意で、本人もそちらのほうを好んでいる模様。自分の仕事の協力者に扱いの難しいトヨタマやククリ、果ては未熟なツクモを指名するなど人使いが荒い一面も見せる。
アメノサグメ（サグメ）
声：千菅春香
神衣獲得条件:40段
「占い」のめがみ。その占いは正確無比なため予知に近い。だが同時に「占いは万能ではない」という考えを持つリアリストのため、一見天邪鬼な言動に周囲が振り回されることもあるが、わざとからかう時を除けば決して悪意は無く、彼女なりの誠意に基づいたものである。スペシャルアクセは六連星。

### ムナカタ三女神（ムナカタさんじょしん）
ver 2.0.0以降にて50段達成後に登場する海原の三姉妹めがみ。完全体となったツクモがさらなる高みを目指すための協力者であり、七柱のめがみやアマテラスと同じくスペシャル神衣を持っている。「ダンサー」という共通点を持っており、アマテラスはこれを「海外の文化と接触する機会が多いため、そこから現代に合わせた結果」だろうと推測している。
オキツシマヒメ
声：近藤玲奈
「霧」のめがみで長女。ブレイクダンスが得意。
イチキシマヒメ
声：山口立花子
「船」のめがみで次女。ビバップダンスが得意。
タキツヒメ
声：松井恵理子
「波」のめがみで三女。ヒップホップダンスが得意。

## 神衣について
神衣はそれぞれに「ご利益」という追加効果と能力上昇幅が設定されている。神衣は「服」「頭」「アクセ」の３つのパーツがある。

### スペシャル神衣
条件を満たすと七柱のめがみやアマテラスの持つ神衣「スペシャル神衣」が手に入る。
スペシャル神衣は3つのパーツ全てに存在し、対応する神衣パーツを揃えると完成する。アクセ以外はストーリーで一定の段位に達すると必ず手に入る。
めがみの神衣
10段、15段、20段、25段、30段、35段、40段、50段、67段、72段、80段に達すると手に入る。特定の県で会話した時のすべての能力の上昇量を増やす効果を持っている(例えば「花」の神衣なら山梨県)。このご利益はめがみの神衣にしか存在しない特別なものであり発動すると非常に頼もしい力を発揮する。
神格の勾玉
2段から8段までは合格するたびに、さらに50段（服と同時）、56段、59段、62段に達すると手に入る。勾玉ごとに決められた能力の会話による上昇量を増やす効果を持つ。
スペシャルアクセ
アップデートで解禁された「めがみ詣」で対応するめがみの階級を一定以上にすると手に入る。レベルアップでは手に入らないためレア度は高く、能力上昇も大きい。アクセごとに決められた能力が上がる能力に選ばれやすくなる効果を持つ。

### 課金・イベント限定神衣
イベント限定のレア物や課金でしか手に入らない神衣はさらに強力なものが多く、中でも課金限定の「青春セーラー服」はスペシャルアクセを含む「導き」の神衣で全身コーデした時と同じ「こんじょう」250を服だけで手に入れることができ、これを全身コーデすれば「占い」のスペシャルアクセと同じご利益も得ることができる。また、もののけ討伐イベントで入手できるイベント神衣は特定のもののけをより容易に倒せるようになる。

## 関連CD
すべてブシロードミュージックよりリリース。
- めがみめぐり
  - BRMM-10058。2016年12月21日発売。
  - 当ゲームの主題歌「めがみめぐり」（歌：ツクモ(CV.伊藤彩沙)）とツクモ達9人のめがみ達によるイメージソング「ファイファイ ハイテンション！」、ツクモのボイストラックを収録。
- 「めがみめぐり」キャラクターソング ここからのスタート／I'm サンシャインガール
  - BRMM-10059。2017年2月8日発売。
  - ツクモのキャラクターソング、アマテラスオオミカミのキャラクターソング、アマテラスオオミカミのボイストラックを収録。
- 「めがみめぐり」キャラクターソング 徒然に…／夢の中まで届くように
  - 2017年4月19日発売。
  - アメノウズメとトヨタマヒメのキャラクターソング・ボイストラックをそれぞれ収録。
- 「めがみめぐり」キャラクターソング LEVEL MAX／新世界創造
  - 2017年6月28日発売。
  - ソトオリヒメとイシコリドメのキャラクターソング・ボイストラックをそれぞれ収録。
- 「めがみめぐり」キャラクターソング ふわふわウキウキ／トキメキずきゅん！/おしえて神様
  - 2017年8月23日発売。
  - ククリヒメ/コノハナサクヤヒメ/アメノサグメのキャラクターソング・ボイストラックをそれぞれ収録。
- 「めがみめぐり」キャラクターソングコレクション
  - 2017年12月06日発売。
  - 「めがみめぐり」、「ここからのスタート」、「I'm サンシャインガール」、「徒然に･･･」、「LEVEL MAX」、「ふわふわウキウキ」、「トキメキずきゅん！」、「夢の中まで届くように」、「新世界創造」、「おしえて神様」、「ファイファイ ハイテンション！」の11曲を収録。
  - 特典として、2017年10月7日（土）に開催したイベント『めがみめぐり祭2017神無月～ヌシ様、真っ暗闇です！～』の模様を収録したDVD、4コマ漫画『めがみめぐりの4コマめぐり』（漫画：巻々廻）をすべてフルカラーで収録した特製64Pブックレット、『めがみめぐり』1周年記念、箕星太朗先生描き下ろし特製クリア三方背ケースが付いてくる。

## Webラジオ
『めがみめぐりのらじおめぐり』のタイトルで、2016年9月19日から2017年12月18日までHiBiKi Radio Stationにて配信された。毎月第1・第3月曜日に更新していた。2016年11月21日までは毎月第3月曜日に更新されていた。パーソナリティは伊藤彩沙（ツクモ 役）、尾崎由香（アマテラスオオミカミ 役）、ツクモ（音声合成声優ツクモ、下記参照）。

## 音声合成声優ツクモ
「めがみスピークエンジン」を活用し、ツクモを“音声合成声優”として、『めがみめぐり』の枠を飛び出して活動していくことを2017年2月9日に発表。ツクモの声の元である伊藤彩沙の所属事務所である響所属だった。
しかし、所属事務所とその関連会社での下記の仕事以外、目立った活動の機会は無いまま、10ヶ月後の2017年12月7日付で“事務所退所”となった。

### 出演
- 月刊ブシロードTV ナレーション
- 響 - HiBiKi Radio Station - CMナレーション（2017年2月10日-）
- Webラジオ『めがみめぐりのらじおめぐり』 - パーソナリティ

## 小説
『めがみめぐり ツクモと聖地と七柱のめがみ』のタイトルで、ファミ通文庫にて2017年3月30日に櫂末高彰による小説が刊行された。

## 漫画
『めがみめぐりの4コマめぐり』のタイトルで、月刊ブシロード2017年7月号 - 2018年1月号にて巻々廻による漫画が連載された。